# Force India
A Force India Formula One Team Limited, comumente conhecida como Force India e posteriormente como Sahara Force India, foi uma equipe e construtor indiana de Fórmula 1 baseada em Silverstone, no Reino Unido. A equipe foi formada em outubro de 2007, quando um consórcio liderado pelo empresário indiano Vijay Mallya e pelo empresário neerlandês Michiel Mol comprou a equipe da Spyker por 90 milhões de euros.
Depois de disputar 29 corridas sem marcar nenhum ponto, a Force India conquistou seus primeiros pontos no Campeonato Mundial de Fórmula 1 e seu primeiro pódio, quando Giancarlo Fisichella terminou em segundo lugar no Grande Prêmio da Bélgica de 2009. A Force India marcou pontos novamente na corrida seguinte, quando Adrian Sutil terminou em quarto e marcou a primeira volta mais rápida da equipe, no Grande Prêmio da Itália. Os outros pódios da equipe até o momento são cinco terceiros lugares, no Grande Prêmio do Barém de 2014, Grande Prêmio da Rússia de 2015, Grande Prêmio de Mônaco de 2016, Grande Prêmio da Europa de 2016 e Grande Prêmio do Azerbaijão de 2018, todos conquistados por Sergio Pérez.
Em outubro de 2011, a empresa indiana Sahara India Pariwar comprou 42,5% das ações da Force India por 100 milhões de dólares. Em julho de 2018, antes do Grande Prêmio da Hungria, a equipe anunciou que ela havia sido colocada em administração judicial pela Alta Corte em Londres.
Os ativos de corrida e operações da equipe foram comprados por um consórcio de investidores, chamado Racing Point UK Ltd., e liderados por Lawrence Stroll, pai do então piloto da Williams, Lance Stroll. O consórcio usou os ativos para criar uma nova equipe e o construtor que havia sido fundado em 2008 deixou de existir antes do Grande Prêmio da Bélgica de 2018.

## História
Criada pelo empresário Vijay Mallya, presidente e acionista majoritário do Grupo UB e que tem operações com cervejarias e companhias aéreas na Índia como Kingfisher, que comprou os espólios da antiga Spyker, por 123 milhões de dólares, através do Strongwind, braço de investimento da família Mol, e da Watson Limited, de propriedade de Mallya.
O próprio Mallya assumiu o cargo de chefe de equipe, com James Key como diretor técnico e John McQuilliam como projetista. Como pilotos foram escolhidos o alemão Adrian Sutil, que correu a temporada de 2007 pela Spyker, conquistando 1 ponto no campeonato, na prova do Japão, e o experiente italiano Giancarlo Fisichella, que, segundo o dono da equipe, é um piloto que traz a experiência necessária a uma equipe de F-1.[carece de fontes?] Já Liuzzi, que ocupava a posição titular da STR, fica no ano de estreia da equipe indiana como piloto reserva e de testes. Com uma expectativa muito ambiciosa, Mallya declara que no ano de estreia do GP da Índia, sua equipe estará concorrendo pelas posições disputadas pelas principais equipes da categorias. Para isso ele destacou um orçamento de 120 milhões já para a temporada de 2008, uma quantia bem maior que os 70 milhões que a Spyker gastou na temporada de 2007.[carece de fontes?]

### 2008
Em 2008 a equipe disputou o campeonato com o mesmo carro utilizado pela Spyker, no ano de 2007, equipado com motor V8 Ferrari.

### 2009
Para 2009, a Force India anunciou uma parceria com a McLaren, usando motores Mercedes.
A equipe manteve um desempenho abaixo da zona de pontuação durante toda a metade do campeonato, até o Grande Prêmio da Bélgica. Durante os treinos qualificatórios, o piloto veterano Giancarlo Fisichella surpreendeu a todos, marcando a primeira pole position. Na corrida, o piloto italiano foi ultrapassado por Kimi Raikkonen na quinta volta e manteve a segunda posição até o final da prova, conquistando o primeiros pontos da equipe.
O bom desempenho de Fisichella rendeu-lhe um contrato com a Ferrari, para substituir o piloto brasileiro Felipe Massa, que havia se acidentado no Grande Prêmio da Hungria. Dessa forma, o também italiano Vitantonio Liuzzi assumiu a posição de novo piloto do da Force Índia.
No Grande Prêmio da Itália, Sutil conquistou um quarto lugar, após ter se classificado em segundo no grid.
Com os resultados na Bélgica e Itália, mesmo sem pontuar novamente na temporada, a equipe conseguiu terminar o campeonato na nôna colocação, à frente da italiana Toro Rosso.

### 2010
Em 2010 a equipe deixou de figurar no fim do grid para assumir uma posição no pelotão intermediário, terminando grande parte das corridas com os carros entre os dez primeiros colocados.

2011
Em 2011 a equipe dispensou o Italiano Liuzzi, e Contratou o Jovem Paul di Resta, a equipe manteve os bons resultados e ficando no meio da tabela como na temporada anterior.

2012
Em 2012 a equipe promoveu Nico Hulkenberg para o lugar de Adrian Sutil, novamente ficou no pelotão intermediário e conseguindo bons resultados.
No Gp do Brasil Nico hulkenberg estava fazendo uma Corrida fantástica brigando de igual com as 2 McLaren liderando a Corrida por boa parte da prova, quando Hamilton estava tentando ultrapassar Nico eles foram para uma curva na qual Nico acabou escorregando o seu carro e bateu em Hamilton. Hamilton abandonou a corrida mas Nico continuou, porem foi ultrapassado várias vezes e terminou em quinto.

2013
Em 2013 a equipe contratou Adrian Sutil novamente após Hulkenberg ter ido para a Sauber, ficando com a dupla de pilotos Adrian Sutil e Paul di Resta. A equipe caiu um pouco de rendimento ficando um pouco mais abaixo do pelotão intermediário.

### 2014
Em Dezembro de 2013, Sergio Pérez foi anunciado como piloto titular da equipe para a temporada 2014.
No Grande Prêmio do Barém, terceira etapa da temporada 2014, o mexicano chegou na terceira colocação, conquistando o segundo pódio da história da equipe. Para 2015, a equipe renovou o contrato de Nico Hulkenberg e de Sergio Pérez.

### 2015
No Grande Prêmio da Rússia, Sergio Pérez conquistou a terceira colocação, chegando ao terceiro pódio da história e a equipe terminou na quinta posição na classificação de construtores com 136 pontos.

### 2016
Sérgio Pérez conquistou dois pódios ao terminar em terceiro no Grande Prêmio de Mônaco e da Europa, e a equipe terminou na quarta posição na classificação de construtores com 173 pontos (sendo melhor resultado da equipe).

### 2017
Em novembro de 2016, Esteban Ocon foi anunciado como piloto titular da equipe, substituindo Nico Hulkenberg que estará na equipe Renault em 2017.
Em 14 de março, a equipe anunciou que utilizará a pintura rosa no modelo VJM10, devido ao seu novo patrocinador, a empresa austríaca de tecnologia e tratamento de água, a BWT.

#### A quase mudança de nome
Em junho de 2017, a equipe havia iniciado um processo para mudar seu nome para "Force One" a partir de 2018. Os primeiros passos já haviam sido dados com a criação de uma série de empresas na Inglaterra sob o nome de "Force One". De acordo com Vijay Mallya, a mudança do nome da equipe, era uma tentativa de buscar novas opções de patrocínio, mas em novembro de 2017, a equipe desistiu da mudança.

### 2018
Para a temporada de 2018, a equipe manteve os pilotos Sergio Pérez e Esteban Ocon. Na corrida de abertura na Austrália, Pérez e Ocon terminaram em 11º e 12º, respectivamente.

#### O fim da equipe
A equipe foi colocada em administração judicial durante o Grande Prêmio da Hungria. A ação legal foi instigada por um grupo de credores, incluindo Sergio Pérez, como um meio de permitir que a equipe continuasse a operar enquanto um novo proprietário era procurado. Pérez justificou a ação como uma resposta a outra petição apresentada na semana anterior — relatada como tendo sido instigada pela Rich Energy, cuja tentativa de comprar a equipe havia sido rejeitada pela Force India.
Em 7 de agosto de 2018, foi anunciado que os administradores da Force India haviam aceitado a oferta feita por um consórcio liderado por Lawrence Stroll, pai do então piloto da Williams Lance Stroll, para a aquisição da equipe. Um acordo foi firmado com os administradores conjuntos, nomeados pela FRP Advisory, para devolver a equipe à solvência.
Aproximando-se do GP da Bélgica de 2018, a situação em relação à capacidade da equipe disputar a corrida permanecia incerta, já que o consórcio que comprou a Force India teve que obter a aprovação de treze bancos que tinham créditos na equipe. A aprovação completa chegou após o prazo, então o consórcio não comprou a equipe completa, mas apenas seus ativos. Com isso, a equipe teve que entrar no Campeonato Mundial de Fórmula 1 como sendo uma nova entidade jurídica, sendo necessário a adoção de um novo nome, entretanto, foi obrigada a manter o nome "Force India" em sua nova designação, pois seu chassi havia sido homologado com o nome Force India e os regulamentos da FIA exigem que o nome da equipe inclua o nome do chassi. Então, o nome da equipe antecessora foi adicionado juntamente com o nome da empresa que adquiriu seus ativos, formando assim a Racing Point Force India F1 Team. A FIA excluiu a antiga entrada da Force India do campeonato "devido a sua incapacidade de completar a temporada", e deu as boas-vindas à nova equipe, que foi autorizada a competir, mas não a manter os ponto da antiga equipe. Isso sinalizou o fim do construtor que havia sido fundado para a temporada de 2008.

## Pilotos
| Force India | Force India                | Force India  | Force India | Force India | Force India                                         | Force India                                     | Force India                 |
| Ano         | Nome                       | Carro        | Pneus       | Motor       | Pilotos                                             | Pilotos de testes                               | Classificação Pontos        |
| ----------- | -------------------------- | ------------ | ----------- | ----------- | --------------------------------------------------- | ----------------------------------------------- | --------------------------- |
| 2018        | Sahara Force India F1 Team | VJM11        | P           | Mercedes    | Sergio Pérez Esteban Ocon                           | Nicholas Latifi                                 | Excluído 59 pontos‡         |
| 2017        | Sahara Force India F1 Team | VJM10        | P           | Mercedes    | Sergio Pérez Esteban Ocon                           | Alfonso Celis Jr. Nikita Mazepin George Russell | 4º lugar 187 pontos         |
| 2016        | Sahara Force India F1 Team | VJM09        | P           | Mercedes    | Sergio Pérez Nico Hülkenberg                        | Alfonso Celis Jr. Nikita Mazepin                | 4º lugar 173 pontos         |
| 2015        | Sahara Force India F1 Team | VJM08 VJM08B | P           | Mercedes    | Sergio Pérez Nico Hülkenberg                        | Pascal Wehrlein Esteban Ocon                    | 5º lugar 136 pontos         |
| 2014        | Sahara Force India F1 Team | VJM07        | P           | Mercedes    | Sergio Pérez Nico Hülkenberg                        | Daniel Juncadella                               | 6º lugar 155 pontos         |
| 2013        | Sahara Force India F1 Team | VJM06        | P           | Mercedes    | Paul di Resta Adrian Sutil                          | James Calado                                    | 6º lugar 77 pontos          |
| 2012        | Sahara Force India F1 Team | VJM05        | P           | Mercedes    | Paul di Resta Nico Hülkenberg                       | Jules Bianchi Gary Paffett Conor Daly           | 7º lugar 109 pontos         |
| 2011        | Force India F1 Team        | VJM04        | P           | Mercedes    | Adrian Sutil Paul di Resta                          | Nico Hülkenberg                                 | 6º lugar 69 pontos          |
| 2010        | Force India F1 Team        | VJM03        | B           | Mercedes    | Adrian Sutil Vitantonio Liuzzi                      | Paul di Resta                                   | 7º lugar 68 pontos          |
| 2009        | Force India F1 Team        | VJM02        | B           | Mercedes    | Adrian Sutil Giancarlo Fisichella Vitantonio Liuzzi | Vitantonio Liuzzi Roldán Rodríguez              | 9º lugar 13 pontos          |
| 2008        | Force India F1 Team        | VJM01        | B           | Ferrari     | Adrian Sutil Giancarlo Fisichella                   | Vitantonio Liuzzi Roldán Rodríguez              | NC (10º lugar) nenhum ponto |

## Galeria

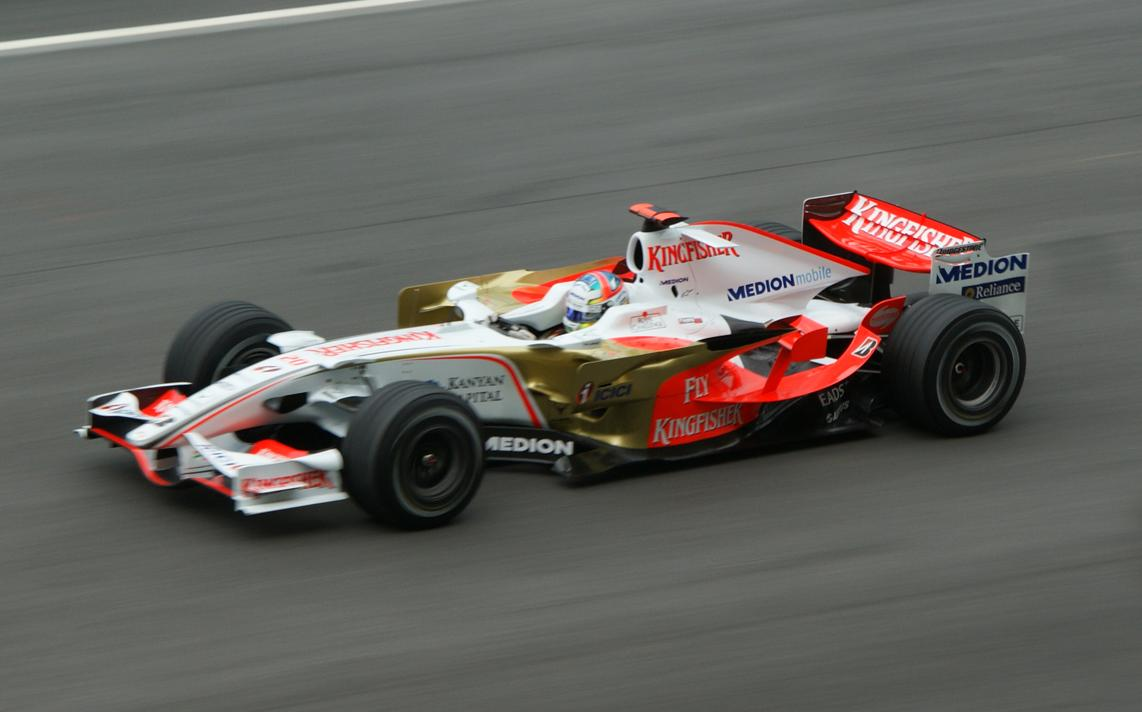
Adrian Sutil pilotando o VJM01 no Grande Prêmio da Malásia de 2008.
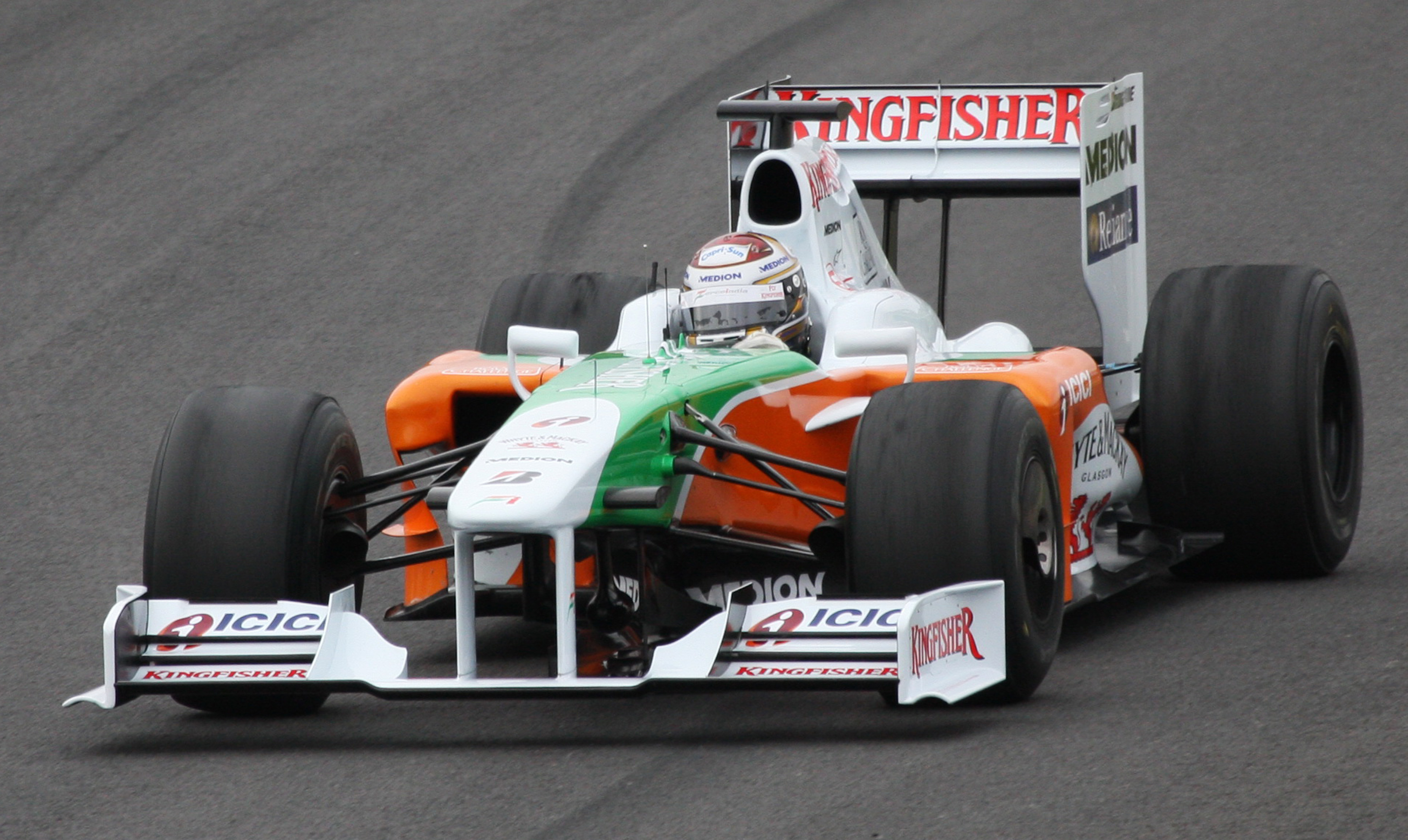
Adrian Sutil testando o modelo VJM02 em Jerez de la Frontera em 2009.
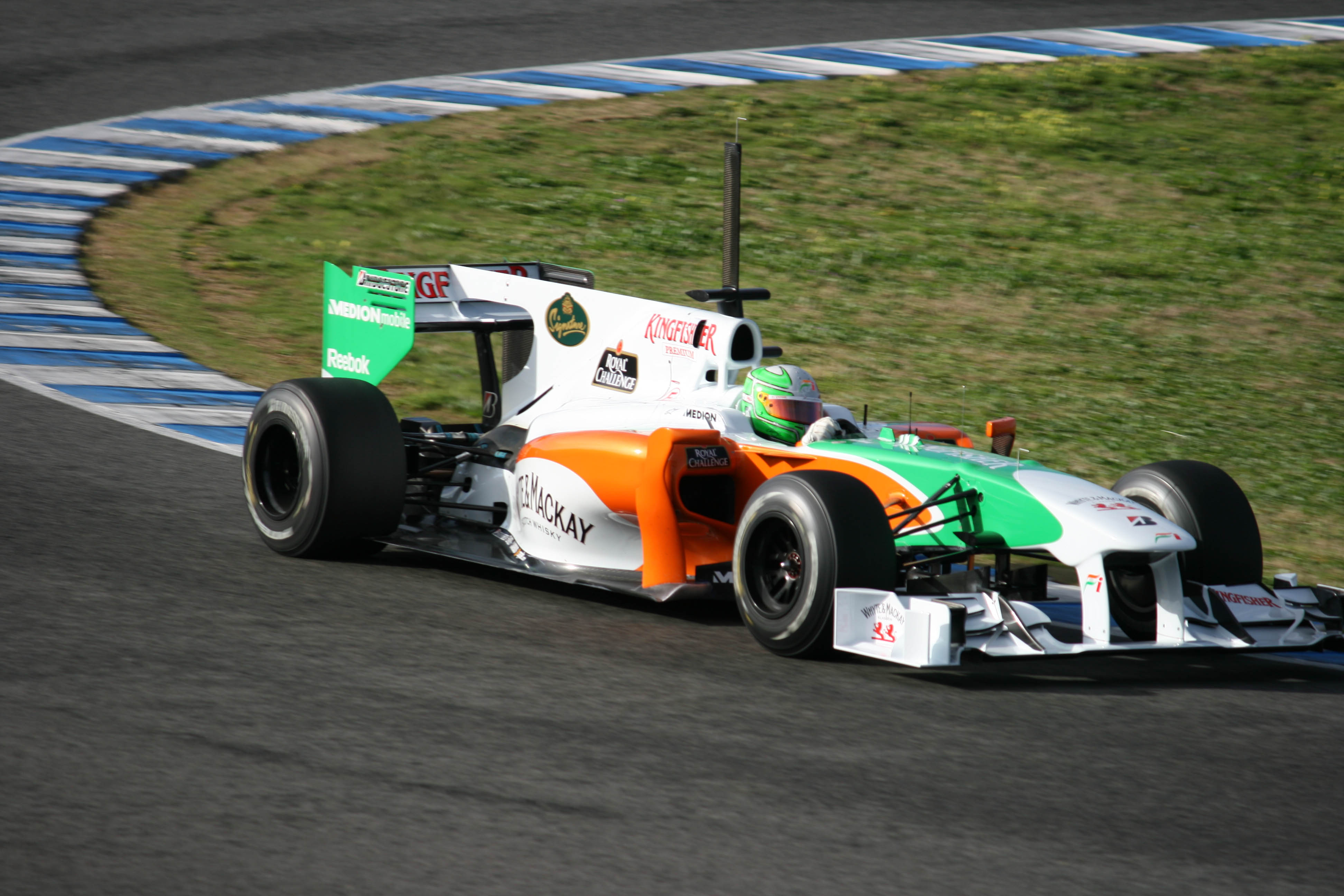
Vitantonio Liuzzi testando o modelo VJM03 em Jerez de la Frontera em 2010.
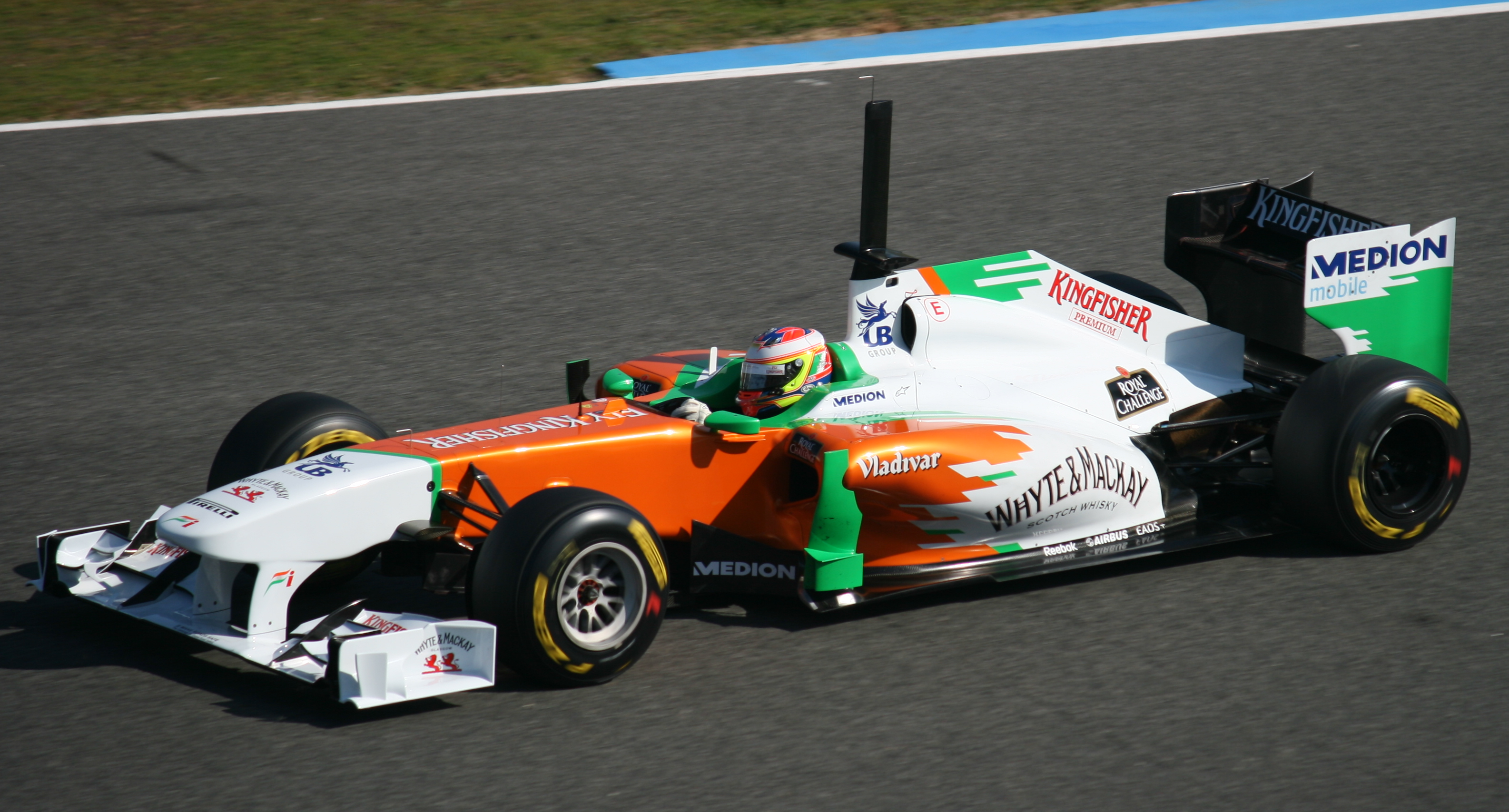
Paul di Resta testando o modelo VJM04 em Jerez de la Frontera em 2011.
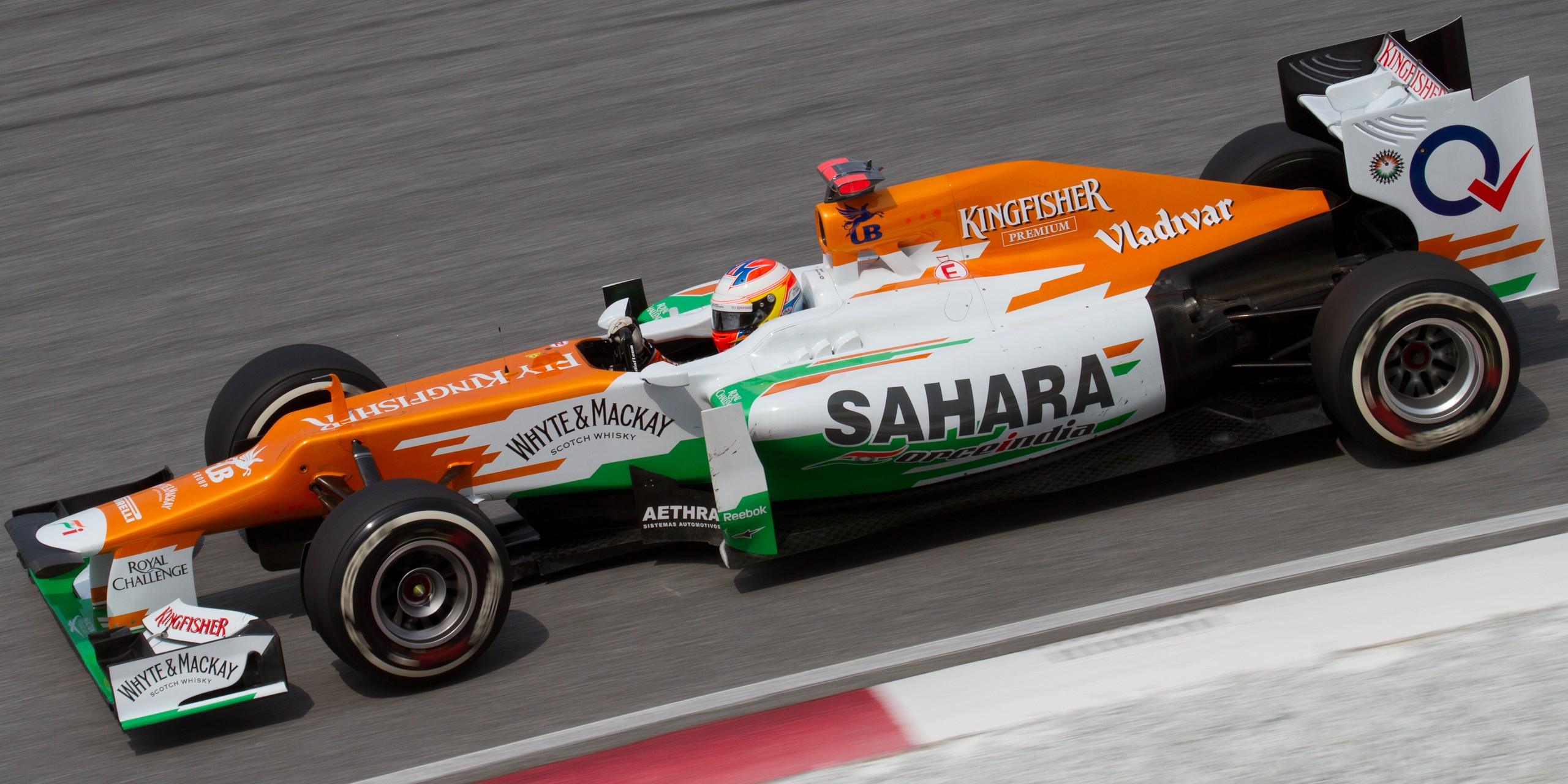
Paul di Resta pilotando o modelo VJM05 no GP da Malásia de 2012
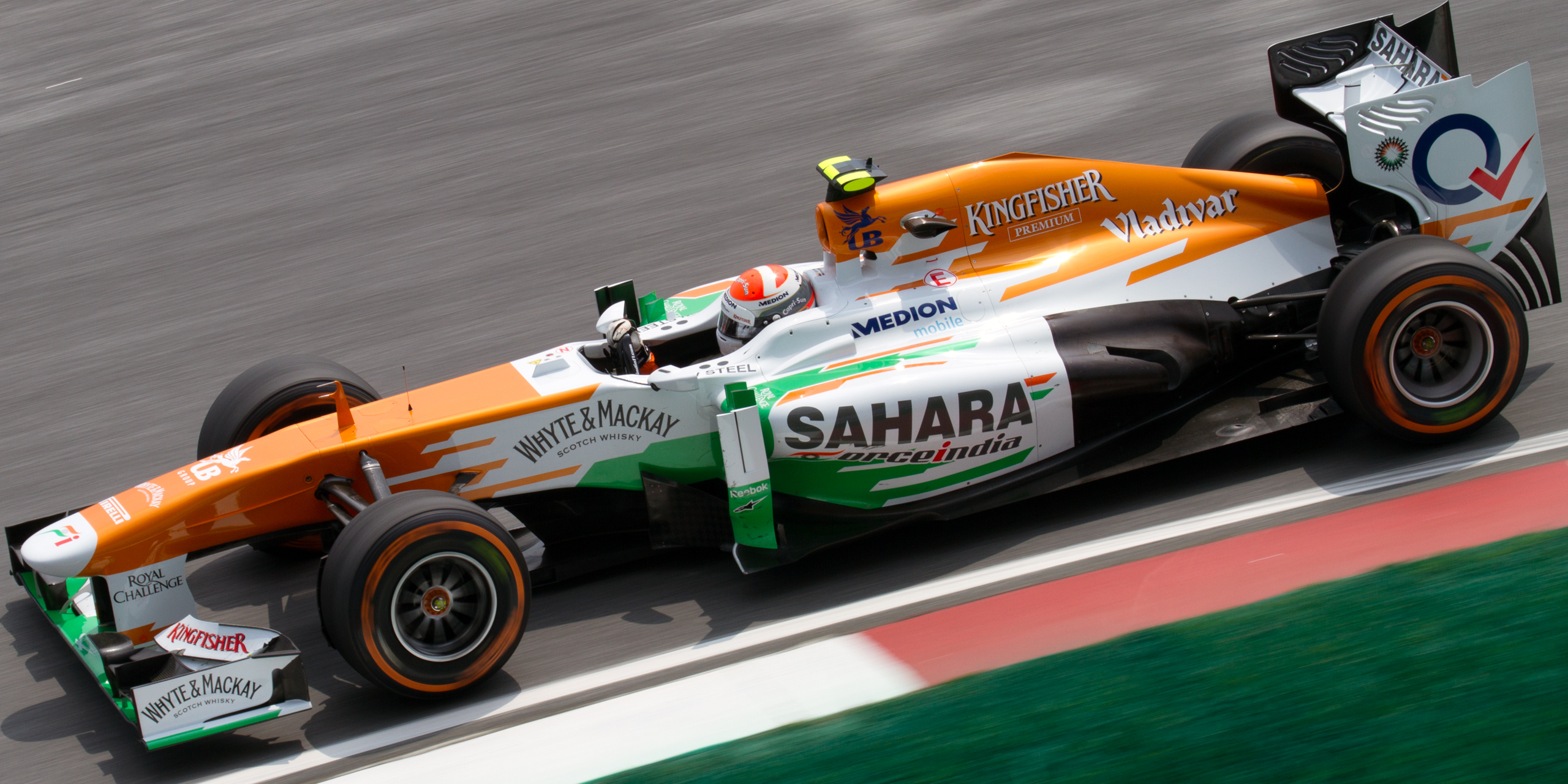
Adrian Sutil pilotando o modelo VJM06 no GP da Malásia de 2013
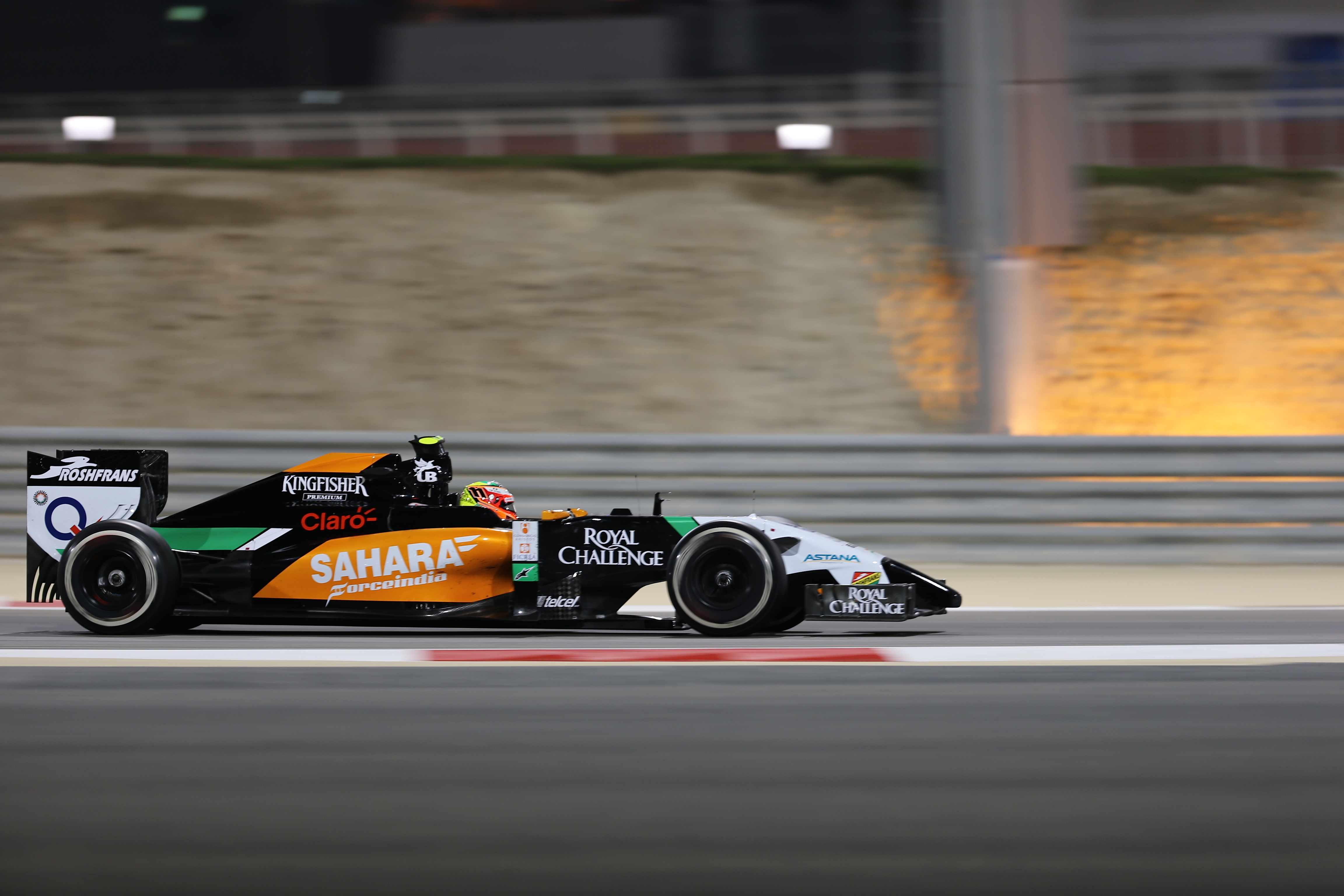
Sergio Pérez pilotando o modelo VJM07 no Grande Prêmio do Barém de 2014.
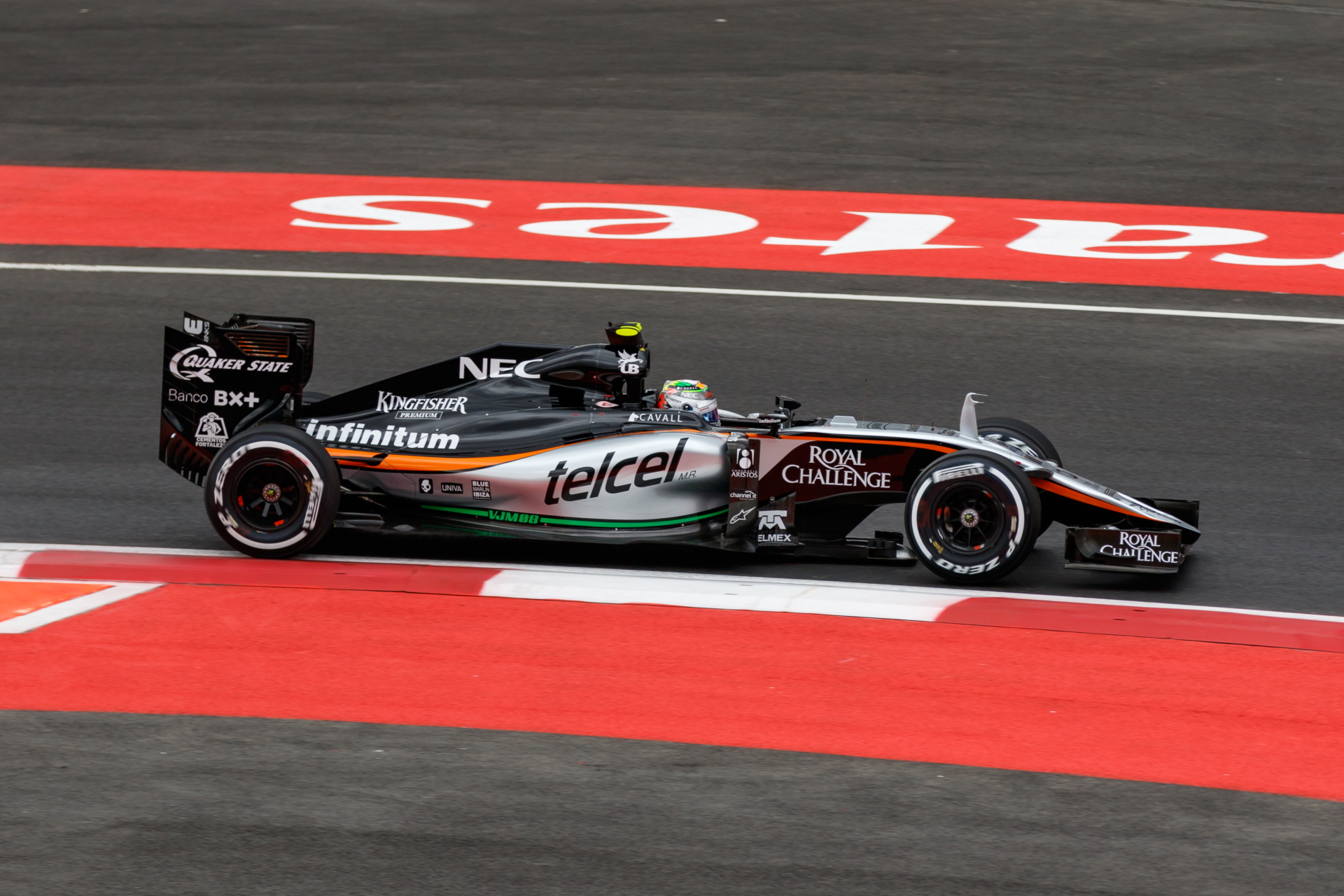
Sergio Pérez pilotando em casa com o modelo VJM08 no Grande Prêmio do México de 2015.
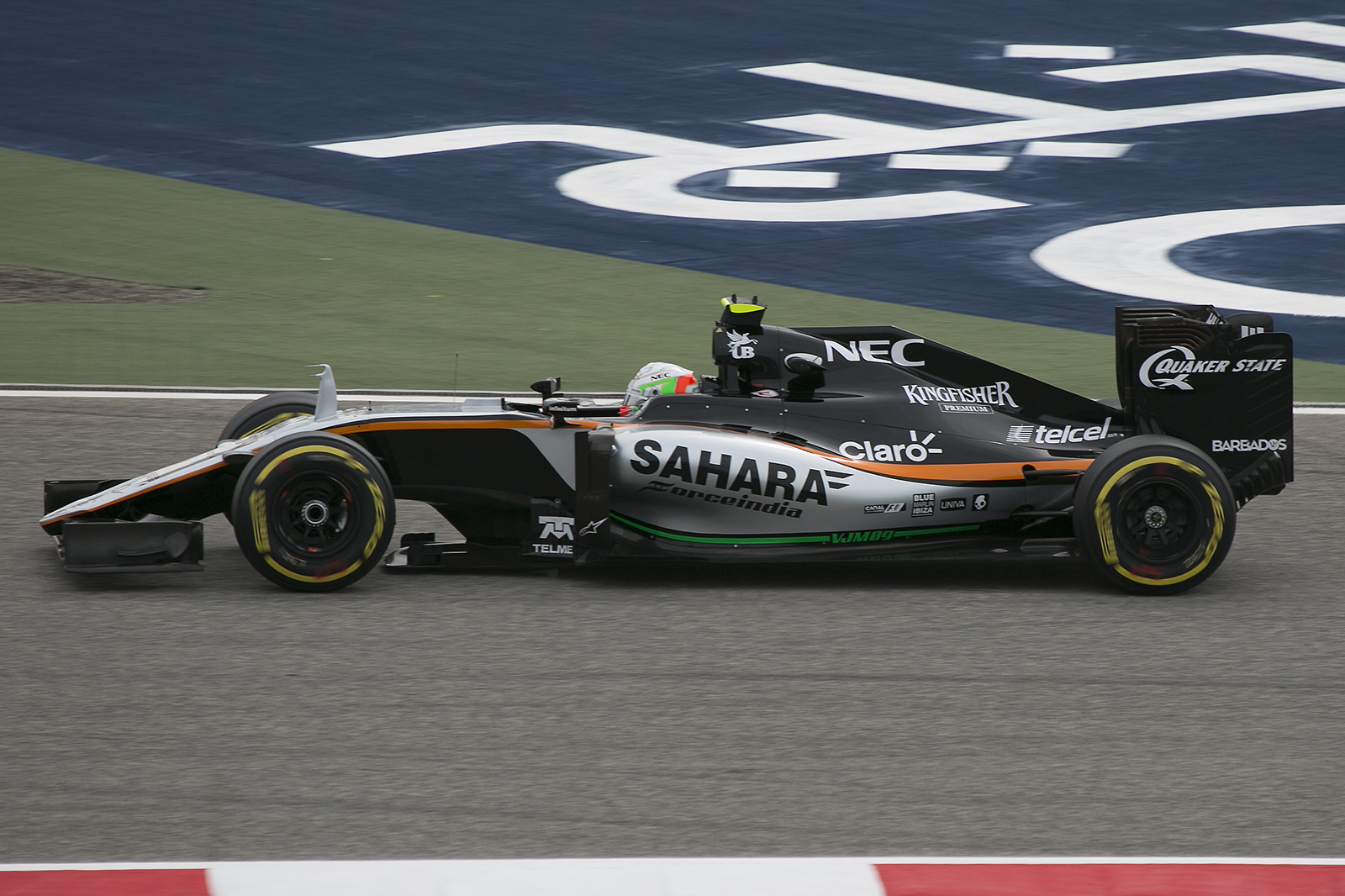
Sergio Pérez pilotando o modelo VJM09 no Grande Prêmio do Barém de 2016.
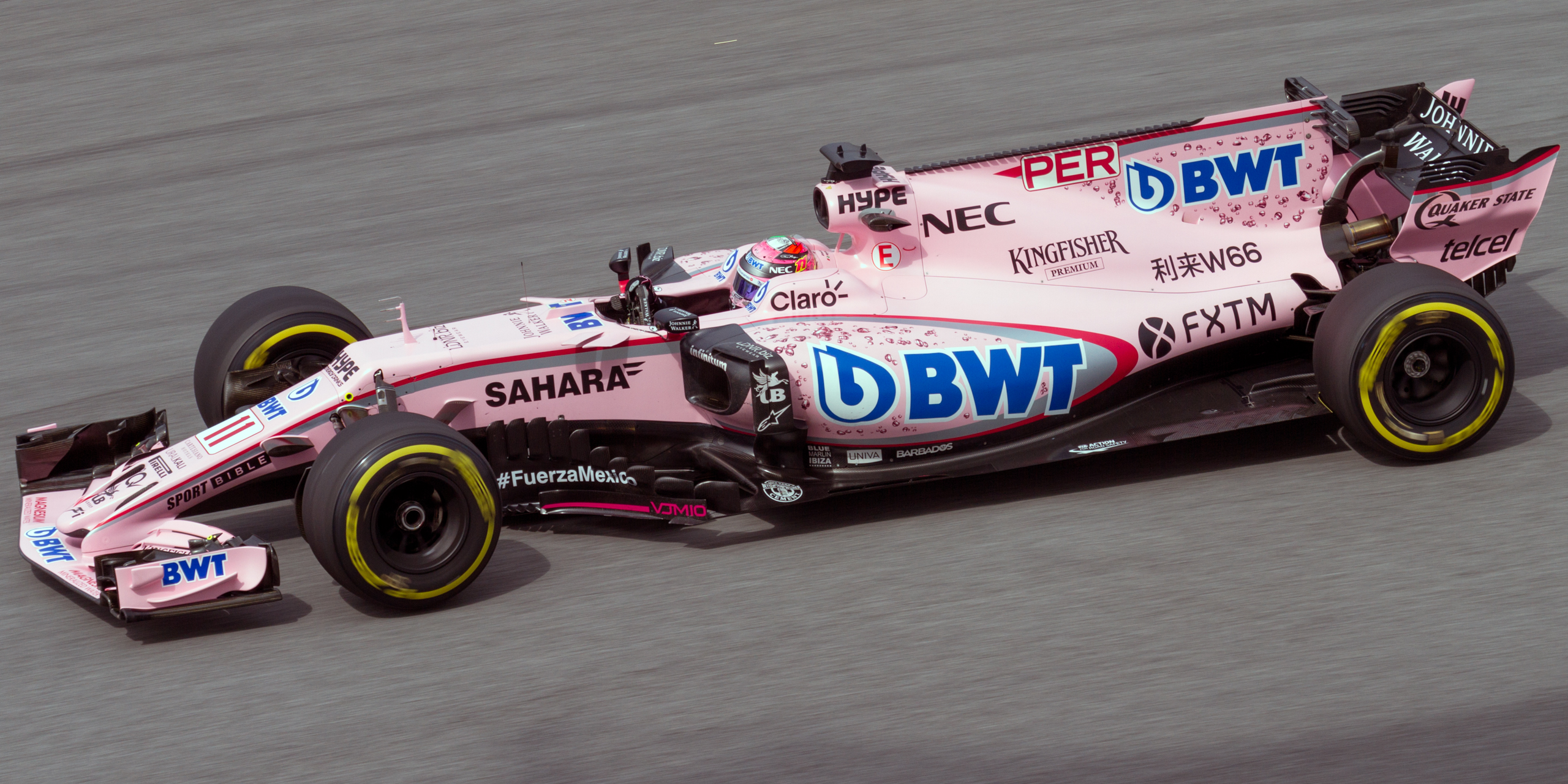
Sergio Pérez pilotando o modelo VJM10 no Grande Prêmio da Malásia de 2017.
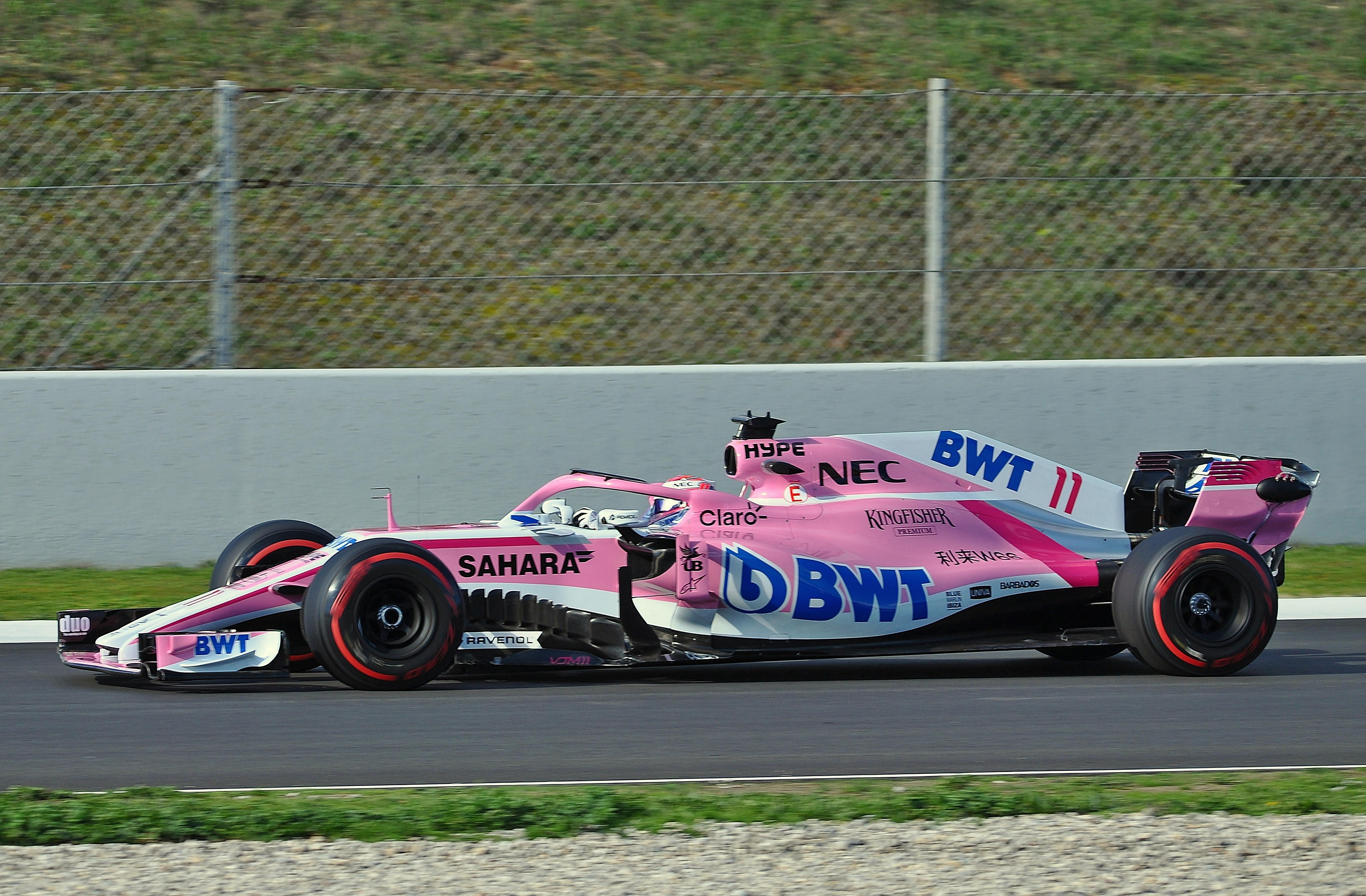
Sergio Pérez testando o modelo VJM11 em Catalunha em 2018.

## Resultados
| 2018 | VJM11 Mercedes-AMG F1 M09 EQ Power+ 1.6 V6t V6 Turbo P |                      | AUS | BAR    | CHN | AZE | ESP | MON | CAN | FRA | AUT | ALE | RUS | HUN | BEL | ITA | SIN | RUS | JAP | EUA | MEX | BRA | ABU | 0 (59)[a] | NC (11.ª)[a] |
| 2018 | VJM11 Mercedes-AMG F1 M09 EQ Power+ 1.6 V6t V6 Turbo P | Sergio Pérez         | 11  | 16     | 12  | 3   | 9   | 12  | 14  | Ret | 7   | 10  | 7   | 14  |     |     |     |     |     |     |     |     |     | 0 (59)[a] | NC (11.ª)[a] |
| 2018 | VJM11 Mercedes-AMG F1 M09 EQ Power+ 1.6 V6t V6 Turbo P | Esteban Ocon         | 12  | 10     | 11  | Ret | Ret | 6   | 9   | Ret | 6   | 7   | 8   | 13  |     |     |     |     |     |     |     |     |     | 0 (59)[a] | NC (11.ª)[a] |
| 2017 | VJM10 Mercedes-AMG F1 M08 EQ Power+ 1.6 V6t V6 Turbo P |                      | AUS | CHN    | BAR | RUS | ESP | MON | CAN | AZE | AUT | GBR | HUN | BEL | ITA | SIN | MAL | JAP | EUA | MEX | BRA | ABU |     | 187       | 4º           |
| 2017 | VJM10 Mercedes-AMG F1 M08 EQ Power+ 1.6 V6t V6 Turbo P | Sergio Pérez         | 7   | 9      | 7   | 6   | 4   | 13  | 5   | Ret | 7   | 9   | 8   | 17† | 9   | 5   | 6   | 7   | 8   | 7   | 9   | 7   |     | 187       | 4º           |
| 2017 | VJM10 Mercedes-AMG F1 M08 EQ Power+ 1.6 V6t V6 Turbo P | Esteban Ocon         | 10  | 10     | 10  | 7   | 5   | 12  | 6   | 6   | 8   | 8   | 9   | 9   | 6   | 10  | 10  | 6   | 6   | 5   | Ret | 8   |     | 187       | 4º           |
| 2016 | VJM09 Mercedes PU106C V6 Turbo P                       |                      | AUS | BAR    | CHN | RUS | ESP | MCO | CAN | EUR | AUT | GBR | HUN | ALE | BEL | ITA | SIN | MAL | JAP | EUA | MEX | BRA | ABU | 173       | 4º           |
| 2016 | VJM09 Mercedes PU106C V6 Turbo P                       | Sergio Pérez         | 13  | 16     | 11  | 9   | 7   | 3   | 10  | 3   | 17† | 6   | 11  | 10  | 5   | 8   | 8   | 6   | 7   | 8   | 10  | 4   | 8   | 173       | 4º           |
| 2016 | VJM09 Mercedes PU106C V6 Turbo P                       | Nico Hülkenberg      | 7   | 15     | 15  | Ret | Ret | 6   | 8   | 9   | 19† | 7   | 10  | 7   | 4   | 10  | Ret | 8   | 8   | Ret | 7   | 7   | 7   | 173       | 4º           |
| 2015 | VJM08 Mercedes PU106B V6 Turbo P                       |                      | AUS | MAL    | CHN | BAR | ESP | MON | CAN | AUT | GBR | HUN | BEL | ITA | SIN | JAP | RUS | EUA | MEX | BRA | ABU |     |     | 136       | 5º           |
| 2015 | VJM08 Mercedes PU106B V6 Turbo P                       | Sergio Pérez         | 10  | 13     | 11  | 8   | 13  | 7   | 11  | 9   | 9   | Ret | 5   | 6   | 7   | 12  | 3   | 5   | 8   | 12  | 5   |     |     | 136       | 5º           |
| 2015 | VJM08 Mercedes PU106B V6 Turbo P                       | Nico Hülkenberg      | 7   | 14     | Ret | 13  | 15  | 11  | 8   | 6   | 7   | Ret | NL  | 7   | Ret | 6   | Ret | Ret | 7   | 6   | 7   |     |     | 136       | 5º           |
| 2014 | VJM07 Mercedes PU106A V6 Turbo P                       |                      | AUS | MAL    | BAR | CHN | ESP | MON | CAN | AUT | GBR | ALE | HUN | BEL | ITA | SIN | JAP | RUS | EUA | BRA | ABU |     |     | 155       | 6°           |
| 2014 | VJM07 Mercedes PU106A V6 Turbo P                       | Nico Hülkenberg      | 6   | 5      | 5   | 6   | 10  | 5   | 5   | 9   | 8   | 7   | Ret | 10  | 12  | 9   | 8   | 12  | Ret | 8   | 6   |     |     | 155       | 6°           |
| 2014 | VJM07 Mercedes PU106A V6 Turbo P                       | Sergio Pérez         | 10  | NL     | 3   | 9   | 9   | Ret | 11† | 6   | 11  | 10  | Ret | 8   | 7   | 7   | 10  | 10  | Ret | 15  | 7   |     |     | 155       | 6°           |
| 2013 | VJM06 Mercedes FO 108Z V8 P                            |                      | AUS | MAL    | CHN | BAR | ESP | MON | CAN | GBR | ALE | HUN | BEL | ITA | SIN | JAP | COR | IND | ABU | EUA | BRA |     |     | 77        | 6°           |
| 2013 | VJM06 Mercedes FO 108Z V8 P                            | Paul di Resta        | 8   | Ret    | 8   | 4   | 7   | 9   | 7   | 9   | 11  | 18† | Ret | Ret | 20† | Ret | 11  | 8   | 6   | 15  | 11  |     |     | 77        | 6°           |
| 2013 | VJM06 Mercedes FO 108Z V8 P                            | Adrian Sutil         | 7   | Ret    | Ret | 13  | 13  | 5   | 10  | 7   | 13  | Ret | 9   | 16† | 10  | 20† | 14  | 9   | 10  | Ret | 14  |     |     | 77        | 6°           |
| 2012 | VJM05 Mercedes FO 108Z V8 P                            |                      | AUS | MAL    | CHN | BAR | ESP | MON | CAN | EUR | GBR | ALE | HUN | BEL | ITA | SIN | JAP | COR | IND | ABU | EUA | BRA |     | 109       | 7º           |
| 2012 | VJM05 Mercedes FO 108Z V8 P                            | Paul di Resta        | 10  | 7      | 12  | 6   | 14  | 7   | 11  | 7   | Ret | 11  | 12  | 10  | 8   | 4   | 12  | 12  | 12  | 9   | 15  | 19  |     | 109       | 7º           |
| 2012 | VJM05 Mercedes FO 108Z V8 P                            | Nico Hülkenberg      | Ret | 9      | 15  | 12  | 10  | 8   | 12  | 5   | 12  | 9   | 11  | 4   | 21  | 14  | 7   | 6   | 8   | Ret | 8   | 5   |     | 109       | 7º           |
| 2011 | VJM04 Mercedes FO 108Y V8 P                            |                      | AUS | MAL    | CHN | TUR | ESP | MON | CAN | EUR | GBR | ALE | HUN | BEL | ITA | SIN | JAP | COR | IND | ABU | BRA |     |     | 69        | 6º           |
| 2011 | VJM04 Mercedes FO 108Y V8 P                            | Adrian Sutil         | 9   | 11     | 15  | 13  | 13  | 7   | Ret | 9   | 11  | 6   | 14  | 7   | Ret | 8   | 11  | 11  | 9   | 8   | 6   |     |     | 69        | 6º           |
| 2011 | VJM04 Mercedes FO 108Y V8 P                            | Paul di Resta        | 10  | 10     | 11  | Ret | 12  | 12  | 18  | 14  | 15  | 13  | 7   | 11  | 8   | 6   | 12  | 10  | 13  | 9   | 8   |     |     | 69        | 6º           |
| 2010 | VJM03 Mercedes FO 108X V8 B                            |                      | BAR | AUS    | MAL | CHN | ESP | MON | TUR | CAN | EUR | GBR | ALE | HUN | BEL | ITA | SIN | JAP | COR | BRA | ABU |     |     | 68        | 7º           |
| 2010 | VJM03 Mercedes FO 108X V8 B                            | Adrian Sutil         | 12  | Ret    | 5   | 11  | 7   | 8   | 9   | 10  | 6   | 8   | 17  | Ret | 5   | 16  | 9   | Ret | Ret | 12  | 13  |     |     | 68        | 7º           |
| 2010 | VJM03 Mercedes FO 108X V8 B                            | Vitantonio Liuzzi    | 9   | 7      | Ret | Ret | 15  | 9   | 13  | 9   | 16  | 11  | 16  | 13  | 10  | 12  | Ret | Ret | 6   | Ret | Ret |     |     | 68        | 7º           |
| 2009 | VJM02 Mercedes FO 108W V8 B                            |                      | AUS | MAL[b] | CHN | BAR | ESP | MON | TUR | GBR | ALE | HUN | EUR | BEL | ITA | SIN | JAP | BRA | ABU |     |     |     |     | 13        | 9º           |
| 2009 | VJM02 Mercedes FO 108W V8 B                            | Adrian Sutil         | 9   | 17     | 17  | 16  | Ret | 14  | 17  | 17  | 15  | Ret | 10  | 11  | 4   | Ret | 13  | Ret | 17  |     |     |     |     | 13        | 9º           |
| 2009 | VJM02 Mercedes FO 108W V8 B                            | Giancarlo Fisichella | 11  | 18     | 14  | 15  | 14  | 9   | Ret | 10  | 11  | 14  | 12  | 2   |     |     |     |     |     |     |     |     |     | 13        | 9º           |
| 2009 | VJM02 Mercedes FO 108W V8 B                            | Vitantonio Liuzzi    |     |        |     |     |     |     |     |     |     |     |     |     | Ret | 14  | 14  | 11  | 15  |     |     |     |     | 13        | 9º           |
| 2008 | VJM01 Ferrari 056 V8 B                                 |                      | AUS | MAL    | BAR | ESP | TUR | MON | CAN | FRA | GBR | ALE | HUN | EUR | BEL | ITA | SIN | JAP | CHN | BRA |     |     |     | 0         | NC (10º)     |
| 2008 | VJM01 Ferrari 056 V8 B                                 | Adrian Sutil         | Ret | Ret    | 19  | Ret | 16  | Ret | Ret | 19  | Ret | 15  | Ret | Ret | 13  | 19  | Ret | Ret | Ret | 16  |     |     |     | 0         | NC (10º)     |
| 2008 | VJM01 Ferrari 056 V8 B                                 | Giancarlo Fisichella | Ret | 12     | 12  | 10  | Ret | Ret | Ret | 18  | Ret | 16  | 15  | 14  | 17  | Ret | 14  | Ret | 17  | 18  |     |     |     | 0         | NC (10º)     |

[a] ^  A equipe teve sua pontuação zerada e foi excluída do campeonato, devido a ser "incapaz de cumprir com o Artigo 8.2 do Regulamento Esportivo", de acordo com a FIA.
[b] ^  Prova interrompida devido a forte chuva.